# Manuela Bravo
Manuela Bravo (voluit Maria Manuela de Oliveira Moreira Bravo) (Queluz, 7 december 1957) is een Portugees zangeres.

## Biografie
Bravo is vooral bekend vanwege haar deelname aan het Eurovisiesongfestival 1979, dat gehouden werd in Jeruzalem. Met het nummer Sobe, sobe, balão sobe eindigde ze op de negende plek.
1964: António Calvário · 
1965: Simone de Oliveira · 
1966: Madalena Iglésias · 
1967: Eduardo Nascimento · 
1968: Carlos Mendes · 
1969: Simone de Oliveira · 
1971: Tonicha · 
1972: Carlos Mendes · 
1973: Fernando Tordo · 
1974: Paulo de Carvalho · 
1975: Duarte Mendes · 
1976: Carlos do Carmo · 
1977: Os Amigos · 
1978: Gemini · 
1979: Manuela Bravo · 
1980: José Cid · 
1981: Carlos Paião · 
1982: Doce · 
1983: Armando Gama · 
1984: Maria Guinot · 
1985: Adelaide Ferreira · 
1986: Dora · 
1987: Nevada · 
1988: Dora · 
1989: Da Vinci · 
1990: Nucha · 
1991: Dulce Pontes · 
1992: Dina · 
1993: Anabela · 
1994: Sara Tavares · 
1995: Tó Cruz · 
1996: Lúcia Moniz · 
1997: Célia Lawson · 
1998: Alma Lusa · 
1999: Rui Bandeira · 
2001: MTM · 
2003: Rita Guerra · 
2004: Sofia Vitória · 
2005: 2B · 
2006: Nonstop · 
2007: Sabrina · 
2008: Vânia Fernandes · 
2009: Flor-de-Lis · 
2010: Filipa Azevedo · 
2011: Homens da Luta · 
2012: Filipa Sousa · 
2014: Suzy · 
2015: Leonor Andrade · 
2017: Salvador Sobral · 
2018: Cláudia Pascoal · 
2019: Conan Osíris · 
2021: The Black Mamba · 
2022: Maro · 
2023: Mimicat · 
2024: Iolanda · 
2025: Napa
- Gemeinsame Normdatei: 1056195959
- International Standard Name Identifier: 0000 0003 5419 4691
- Library of Congress Control Number: no98019442
- MusicBrainz: becdc997-f197-4da6-b023-5b2a8603d431
- Virtual International Authority File: 24212497
- WorldCat: E39PBJwd8VjJVFKhvMrFWyvj4q